# 南太平洋魢
南太平洋魢（學名：Girella feliciana）又稱菲氏魢、南太平洋瓜子鱲，為輻鰭魚綱日鱸目魢科魢屬的其中一個種，傳統上歸類於鱸形目鿳科。

## 分布
本魚分布於東南太平洋的圣费利克斯岛及胡安·费尔南德斯群岛海域，棲息在沿海海域。

## 擴展閱讀
維基物種上的相關：南太平洋魢